# Смртна казна
Смртна казна је правна санкција чије извршење за последицу има смрт осуђеника. За смртну казну се сматра да је једна од најстаријих институција кривичног права, односно да је дуго времена била једино средство које су древна људска друштва имала на располагању у сврси очувања реда и закона. Касније, с развојем држава и њених институција, развиле су се и алтернативе смртној казни, попут прогонства у прекоморске кажњеничке колоније или институције државног затвора.
Смртна казна представља крајњу и најстрожу казну која је данас предвиђена у одређеним правним системима. Према подацима Амнести интернашонала у 2002. години више је од 3248 особа осуђено на смрт у 67 земаља, а од те бројке извршењем смртне казне убијено је више од 1526 особа у 31 земљи света. У Кини је забележено 1060, у Ирану 113, а у САД 71 извршење смртне казне, што је 81% свих смакнућа смртном казном у прошлој години (ови се бројеви односе искључиво на податке АИ-а, док су стварни бројеви вероватно и већи). Смртна казна је изричито укинута од стране Већа Европе протоколом бр. 6. уз Конвенцију за заштиту људских права и темељних слобода.
У развијеним земљама преовладавају затворске казне као најстроже прописане казне (најчешће казна доживотног затвора).
Смртна казна данас је извршавана бројним методама. САД је донедавно електрична столица била најчешће кориштена метода, а од 2000. године чешће се користи тзв. смртоносна инјекција. Већином су земље са смртном казном оне које следе исламске шеријатске теократске законе. Ту су методе вешање, јавног бичевање, каменовање и друге болније методе.

## Дефиниција
Смртна казна је законом предвиђено усмрћивање особе, која се изриче након што је особа проглашена кривом за почињење казненог дела. Данас, према европском правном схватању, смртна казна може бити резултат само законом утврђеног и строго контролисаног правног поступка. По правилу она се изриче после спровођења судског поступка који резултира извршењем смртне пресуде. Постојање смртне казне претпоставља постојање закона који тачно дефинише у којим случајевима и за која казнена дела ју је могуће изрећи. У Европској унији је забрањена тако да нити једна чланица ЕУ нема смртну казну као могућу пресуду. ЕУ је једна од водећих у свету која се активно и снажно бори за укидање смртне казне зато што је реч о нехуманим поступцима које ЕУ не толерише. Према међународном праву смртна казна је забрањена за особе које су у тренутку почињења казненог дјела биле млађе од осамнаест година.

## Историја
Смртна казна развила се из тзв. крвне освете. Крвна освета било је неписано правило у заједницама и племенима које су живеле прије неколико хиљада година. Она је допуштала и омогућавала родбини убијене жртве да се освете починитељу и његовом племену. То је често водило до бесконачних свађа између племена и чак истребљења читавих племенских заједница. У најстаријим правним изворима као што је Кодекс Ур-Наму (око 2100. п. н. е.) предвиђена је смртна казна за убиство и прељубу. У Хамурабијевом Законику спомиње се Талионско начело које означава ситуацију Око за око, зуб за зуб. То начело је ограничавало освету само на онога тко је починио казнено дело. Ово начело је још више ограничено у Тори која наводи да накнада штете треба бити сразмерна почињеној штети. Она дакле захтева накнаду штете од починитеља, а не освету од породице жртве. У Тори се наводи низ верских, друштвених и сексуалних прекршаја за које се одређује смртна казна, а који су сматрани као претња егзистенцији читавом народу: физичко злостављање родитеља, врачање, богослужење и придавање жртве другим боговима, прељуба, хомосексуалност, инцест, полни однос током менструације. Такође прави разлику између убиства с намером и убиства у одбрани. За правоваљану смртну пресуду захтевала су се најмање два непристрана сведока и темељно проверавање њихових исказа од стране судије како би се избегле нетачне пресуде. Многа старовековна царства примењивала су поред смртне казне и новчане казне те ропство. У то доба била су популарна јавна смакнућа и то са двојаком сврхом: да би забавила гледаоце, а истовремено да би их престрашили.
У Римском царству су хришћани током триста година дугог периода били систематски прогањани. У то време су хришћани одбијали било какав облик насиља који је резултирао усмрћивањем. Али, након што је Константин I 313. године службено допустио хришћанство и оно је 380. године постало државном религијом, спровођење смртне казне од стране царства није опадало, већ је напротив расло, а црква је у томе сада активно суделовала. Римокатоличка црква је оправдавала смртну казну против пагана. Источно римско царство од осмог века поступно је редуковало спровођење смртне казне и замењивало казнама попут одсецања носева и ушију да би на тај начин спровели једну врсту педагошког утицаја на популацију. У каснијем средњем веку, када су поступно све више били угрожени моћ, положај и монопол папе, царева и племства расла је и учесталост смакнућа и њихова окрутност. Томе су највише допринели лов на вештице, те инквизиција. Тек у 18. веку развила се опозиција смртној казни, а томе је знатно допринео и италијански књижевник Цесаре Бецарија са својим делом О злочинима и казнама у којем је истицао да је важно спречити злочине путем делотворног правног система те добрих закона. Француска револуција је такође увелико допринела развоју људских права и слобода. У 19. и 20. веку све више филозофа и књижевника залаже се за укидање смртне казне. Формирају се различите међународне организације као Уједињени народи за одржавање мира и сигурности у свету, ширење толеранције и промицање поштивања људских права и основних слобода човека те многе невладине организације које обављају делатности од јавног интереса односно делује за опште добро. У последњих хиљаду година, људско друштво је јако напредовало на подручју технологије али је на психолошком профилу остало готово једнако. И данас људи спроводе исте навике, организације друштва су идентичне, забављају се на идентичан начин, а нити начин размишљања није се много променио. До касног средњег века то су била појединачна погубљења: разапињања, набијања на колац, гиљотинирања, спаљивања на ломачи све док се у последњих тристотинак година није прибегло масовним погубљењима читавих народа, познатим под називом – геноцид, који је био резултат идеолошке пресуде разних политика. Двадесети век ће по томе бити посебно запамћен.

## Методе егзекуције
Током дуге историје смртне казне појављивали су се многи облици егзекуције. Разне су методе којима се убијају затвореници, но упитно је говорити о томе која је врста егзекуције хуманија. Најчешће методе су одрубљивање главе у Саудијској Арабији и Ираку, електрична столица у САД, вешање у Египту, Ирану, Јапану, Пакистану, Сингапуру и другим земљама, стрељање у Бјелорусији, Кини, Сомалији, Тајвану, Узбекистану, Вијетнаму и осталим земљама, а у Авганистану и Судану жртве каменују. На Блиском истоку је током историје најчешћа метода била каменовање, коју је спроводила заједница, а први камен је обично бацао тужилац. У Старом Риму су користили изузетно понижавајућу и окрутну методу разапињања на крст одбеглих робова, криминалаца без римског држављанства те побуњеника. Разапињање потиче из древног Ирана у којем су осуђени на смрт убијани и змијама или црвима. Током средњег века у Европи није задржана метода разапињања због великог утицаја католицизма, али су зато у то време осмишљене многе нове методе егзекуције. За посебно тешка казнена дела били су уобичајени вешање и спаљивање на ломачи где се чешће умирало од гушења димом пре него што су изгорели. Ова метода се јако често употребљавала током шпанске инквизиције те пред крај 15. века за време лова на вештице. Одрубљивање главе мачем била је често повластица привилегованих појединаца и племства. Током историје је смртну казну спроводила обично једна, само за тај посао, одређена особа тзв. џелат. Он и његова породица су у многим културама били омражени, избјегавао се контакт са њима и постављани су ниско на друштвеној лествици упркос чињеници да је извршавање смртне казне у већини култура било слављено као јавни призор. Из тог разлога су најчешће носили маске преко лица и њихов прави идентитет је био познат само малом броју људи. Развојем технологије и модернизацијом уследиле су и нове методе егзекуције. Године 1792. године у Француској је уведена гиљотина, те се од тамо проширила у остале делове Европе. Такође је уз развој ватреног оружја стрељање постало учестала метода егзекуције. У двадесетом веку су се још развиле и гасне коморе, електрична столица, те смртоносне инјекције. Различите методе егзекуције се у друштву различито процењују и одобравају. Док неке методе служе изричито понижавању оптуженика, друге се сматрају часнима, као нпр. стрељање у војсци.

## Распрострањеност

### Актуелна ситуација у свету
До 1977. године, само је 16 земаља било укинуло смртну казну за све злочине. Након тридесет година, број земаља које укидају смртну казну и даље расте, што подстиче њено потпуно укидање. Према подацима организације Amnesty International, која се бори за људска права, 125 земаља широм света је до сада укинуло смртну казну. У њиховим извјештајима пише да је 2002. више од 3248 особа осуђено на смрт у 67 земаља, а од тог броја извршењем смртне казне убијено је више од 1526 особа у 31 земљи света. У Кини је забележено 1060, у Ирану 113, а у САД 71 извршење смртне казне, што је 81% свих смакнућа смртном казном 2002. године. Ове објављене бројке за ту годину укључују само оне случајеве који су познати Амнести интернашоналу, а стварне бројке су вероватно много веће. У многим случајевима смртних казни уочена су тешка кршења међународних стандарда, укључујући непоштена суђења, те погубљења малолетних преступника, тј. особа које су у време почињења злочина биле младе од 18 година. У 2002. години забележена су 3 таква случаја и то сва 3 у САД. Иако су бројеви изнесени у извештају застрашујући, у 2002. години догодио се значајан помак у правцу општесветског укинућа смртне казне као посебно окрутног, нехуманог и понижавајућег кажњавања. До краја 2002. године 111 земаља укинуло је смртну казну у закону или у пракси. Нпр. Кипар и бивша СР Југославија укинули су смртну казну за све прекршаје, док је Турска укинула смртну казну у пракси. Председник Танзаније заменио је смртне казне затворским за 100 осуђеника, а 17 таквих замена за смртну казну забележено је у Саудијској Арабији. Бивши гувернер америчке савезне државе Илиноис, Џорџ Рајан, 2003. заменио је смртне казне за 167 затвореника затворским казнама, а четворицу је помиловао. Више је земаља током 2002. године ратификовало разне међународне или регионалне стандарде у вези са смртном казном. Тако су Џибути, Литванија и Јужноафричка Република ратификовали Други додатни протокол на Међународни уговор о грађанским и политичким правима, који омогућује потпуно укинуће смртне казне. У Европи до краја 2002. године 5 је земаља ратификовало Протокол 13. Европске конвенције о људским правима којим се укида смртна казна у свим околностима. Према подацима Амнести интернашонала, број погубљења широм света пао је с 2148 у 2005. години на 1591 у 2006. години, а 91% свих познатих погубљења извршено је у шест земаља: Кини, Ирану, Пакистану, Ираку, Судану и САД. Кувајт је имао највећи број погубљења по становнику, а након њега Иран. На темељу доступних јавних извештаја, процењено је да је у Кини током 2006. године погубљено најмање 1010 особа, иако је тај број само врх леденог брега. Поуздани извори наводе да је погубљено између 7500 и 8000 људи. Службене статистике и даље су државна тајна, због чега се тешко спроводе надзор и анализа. Иран је погубио најмање 177 особа, Пакистан најмање 82, а Ирак и Судан сваки по најмање 65. У 12 држава САД погубљене су 53 особе. Тешко је проценити колики је тренутно број у целом свету осуђених на смрт који чекају погубљење. Крајем 2006. године процењени број био је између 19.185 и 24.646 на темељу информација група за људска права, медијских извештаја и ограничених доступних службених података.

### Спровођење смртне казне над малолетним пријеступницима
Међународни споразуми о људским правима забрањују да особа која је у време злочина имала мање од 18 година буде осуђена на смрт. Међународни пакт о грађанским и политичким правима, Америчка конвенција о људским правима и Конвенција о правима детета садрже одредбе у ту сврху. Више од 100 земаља чији закони још увек предвиђају смртну казну за барем нека казнена дела, имају законе који изричито одбацују погубљења малолетних преступника или се претпоставља да их одбацују будући да су уговорнице неког од горе наведених споразума. Међутим, мали број земаља и даље извршава смртну казну над малолетним преступницима.
Иако је још 1997. године Кина извршила ревизију свог казненог закона у правцу укидања смртне казне за малолетне особе старости 16 и 17 година, извештаји који говоре о томе и даље потврђују егзекуције малолетника због тога што судови не воде довољно рачуна да се утврди тачна добна старост осуђеника. Познато је да је од 1990. г. девет земаља погубило осуђенике који су у време злочина имали мање од 18 година – Кина, ДР Конго, Нигерија, Пакистан, Саудијска Арабија, Судан, Јемен и САД. Врховни суд САД у марту 2005. године одредио је да су смакнућа деце млађе од 18 година противуставна. Исте је године ирански заступник правосуђа Џамал Каримирад негирао оптужбе да Иран спроводи такве облике погубљења назвавши их пропагандом.

## Оправданост смртне казне
Када је у питању смртна казна увек се јављају многе полемике које се воде с два фронта. Оног који заступа спровођење смртне казне у име правде и оног који се снажно противи том нехуманом чину којим се извршава задовољавање правде. Заговорници смртне казне покушавају да оправдају њену примену разним етичким, правним и друштвеним аргументима. Након свих полемика могу се издвојити ова четири која се најчешће наводе: праведна освета према најокрутнијим злочинцима, нужна непосредна заштита друштва/заједнице уклањањем починитеља, посредно застрашивање могућих будућих починитеља казнених дела и мањи финансијски трошак за заједницу. Особе које заговарају смртну казну сматрају да је она једини прихватљиви начин освете за казнено дело убиства. Ради се о друштвеној правди: држава треба уклонити зло и заштити друштво. Стога у жељи да се сачува опште добро власт може погубити онога који је опасан за друштво. Сврха је казне очување друштвеног поретка. Присташе смртне казне сматрају да најгори криминалци, попут вишеструких убојица, треба да бити насилно уклоњени из друштва - смакнућем - након регуларног судског процеса и исцрпљених жалбених поступака. Но не постоје докази да се у земљама у којима је на снази смртна казна смањила стопа криминалитета. Противници смртне казне сматрају да се ради о неприхватљиво оштрој казни која се често не досуђује на правичан начин. Земље које спроводе смртну казну чешће је оправдавају прагматичним разлозима него етичним. Опасност од губитка властитог живота треба спречити потенцијалне починитеље у извршењу тежих казнених дела. Тај ефект застрашивања успешан је само ако се већ ухваћени починитељи усмрте. То је једини сигуран начин да се спрече понављања сличног злочина. Научна истраживања још увек не успевају да нађу уверљиве доказе о томе да смртна казна сузбија злочине делотворније него остале казне, тј. не постоје докази да се у земљама у којима је на снази смртна казна смањила стопа криминалитета. Противници смртне казне излажу аргументе који оповргавају учинак застрашивања, јер искуства показују да врло мали број тешких злочинаца рационално и у детаље планира извршење својих дела те да не размишљају о могућим последицама. Исто тако велики број убистава догађа се у афекту, а починитељи у таквим ситуацијама не размишљају о последицама својих поступака. По питању мањег финансијског трошка за друштво такође долази до разилажења у мишљењима. Најтежа могућа казна након смртне је казна доживотног лишења слободе. То у правилу значи да друштво у целини, а тиме и сами чланови породице жртава сносе трошкове затварања починитеља. Заговорници смртне казне сматрају да је смртна казна јефтинија те наводе како они не желе још и да плаћају боравак убице у затвору. Противници пак наводе етичне сумње по овом питању јер је њихов аргумент да могућа уштеда новца не сме бити разлог брисања људског живота. Такође наводе да се смртном казном служе тоталитаристички режими како би се обрачунали с политичким противницима, верским и етничким мањинама, а у демократским земљама смртна казна служи за обрачунавање с друштвеним мањинама, јер се уместо решавања социјалних проблема изграђују затвори, а смртна казна у јавноме мњењу у ултиматно ствара идеју о жестокој борби против криминала. У стварности се само оправдава култура смрти, па чак и на државном нивоу.

## Проблематика спровођења
Земље које спроводе смртну казну неизбежно се суочавају са ризиком усмрћивања недужних особа. Нити полиција, нити правосуђе не функционишу беспрекорно тј. без погрешака тако да и у правним државама долази до погрешних пресуда. Како је усмрћивање особе иреверзибилан чин, не постоји могућност накнадног исправљања такве грешке. Исто тако у судском поступку у коме је пресуда смртна казна постоји одређени степен притиска, како на судију, тако и на поротнике који треба да донесу пресуду. Јавност је путем медија такође често уплетена, па се може догодити да особе које одлучују попусте пред већином и донесу погрешну пресуду. Докле год се примењује смртна казна, не може се избјећи ризик погубљења недужне особе. Од 1973. године, 123 америчка осуђеника помилована су од смртне казне, јер су се појавили докази о њиховој недужности у вези злочина због којих су осуђени на смрт. Године 2004. било је шест таквих случајева, 2005. године два, те један 2006. године. Неки осуђеници били су близу погубљењу након много година чекања смртне казне. Грешке које се у њиховим случајевима понављају укључују непрописно понашање тужилаштва или полиције; кориштење непоузданих исказа, материјалних доказа или признања; те неодговарајућа одбрана.

## Смртна казна данас
Зна се да је у 2007. години смртна казна спровођена у следећим земљама:
Авганистан, Бангладеш, Белорусија, Боцвана, Египат, Екваторијална Гвинеја, Етиопија, Индонезија, Ирак, Иран, Јапан, Јемен, Кина, Кувајт, Либија, Пакистан, Саудијска Арабија, Северна Кореја, Сингапур, Сирија, Сједињене Америчке Државе, Судан, Вијетнам.
Током 2007, највећи број потврђених смртних казни је спроведено у следећих шест држава (међутим, уз изузетак САД, за остале земље није сигурно да ли су процене тачне или се ради већим бројевима):
Највише смртних казни спроведено током 2007
| држава | број |
| --- | ---- |
| Кина | 470+ |
| Иран | 317+ |
| Саудијска Арабија                                                                                                | 143+ |
| Пакистан | 135+ |
| САД | 42   |
| Ирак | 33+  |
| 1. На основу јавно доступних извештаја. Други извори наводе да би прави број за Кину могао да буде чак до 6.000. |      |

### Јапан
У Јапану се смртна казна спроводи вешањем без тзв. дугог пада, након правомоћно донесене пресуде и након што то министар правосуђа писмено нареди. За поступање са осуђеником након овог поступка не постоји законом утврђена регулатива. Често осуђеници чекају више десетина година на спровођење пресуде. У том периоду контакт са спољним светом је углавном врло ограничен, непрестано се надзиру у скученој ћелији од неколико квадратних метара. Нити се чланови најуже породице, нити њихови правни заступници обавештавају о времену егзекуције, а сами осуђеници ту информацију сазнају тек непосредно пре извршења смртне казне. Чак и након усмрћивања особе често се догађа да породица не буде обавештена о погубљењу, а слична је ситуација и са посмртним остацима који се не предају породици.

### Либија
Муамер ел Гадафи, државник Либије неколико пута је најављивао укидање смртне казне. До данас се то обећање није остварило, тако да се у тој земљи смртна казна још увек примењује за широки спектар казнених дела, између осталих и за препродају дроге и алкохола. У случају погубљења цивила користи се метода вешања, а код припадника војне службе стрељање. Неколико егзекуција је чак и јавно приказано путем телевизије, али већина се ипак одвија без присуства јавности. Тачни подаци о броју погубљених не постоје.

### Саудијска Арабија
У овој земљи се смртна казна досуђује за низ верских, друштвених и сексуалних деликата. Пресудом се само кажњавају мушкарци док се жене осуђују за исти прекршај доживотним затвором. Иако су Уставом Саудијске Арабије од 1992. године призната људска права и потписани међународни правни стандарди они се не спроводе довољно у пракси. Тако се према наводима Амнести интернашонала и тренутно пресуђује смртна казна за малолетнике те допуштају судски поступци без правних заступника и преводилаца за стране држављане. Осуђеници могу да буду помиловани, али само када им сви чланови уже породице оштећеника опросте, па тако долази до ситуација да се мора чекати у затвору и дуги низ година док малолетни члан породице не постане пунолетан како би могао сам одлучивати. Као и у Јапану, чест је случај да осуђеник, његови ближњи те адвокати не сазнају термин егзекуције. Последња инстанца за помиловање је краљ. Најчешћа метода егзекуције је декапитација мачем која се проводи у преподневним сатима на местима која су доступна јавности.

### Сингапур
С обзиром на број становништва ово је земља са највећом стопом извршења смртне казне у свету. Од 1991. године смакнуто је најмање 420 особа. Смртна казна је предвиђена за велики распон деликата попут: убиства, употребе ватреног оружја, велеиздаје, отмице, поседовање дроге итд. Већина Сингапураца подржава немилосрдну казнену политику своје државе према кријумчарима дроге. Сингапурска власт шаље на вешала свакога – и властитог држављанина и странца – кога у тој малој острвској држави, чак и у транзиту на аеродрому, открију с дрогом. Ништа не може да спасе онога код кога се нађе више од 15 g хероина, 30 g морфијума, 30 g кокаина, 500 g марихуане или 1,2 kg опијума. Према подацима Амнести интернашонала у просеку се усмрти сваких четрнаест дана једна особа, а од тога 85-90% због трговине дрогом. Метода егзекуције је вешање дугим падом.
Занимљив је податак да у целом Сингапуру постоји само једна особа која извршава егзекуцију; Darshan Singh. Он ту делатност обавља већ више од педесет година и до сада је извршио око 800 смртних казни. Егзекуција се извршава у чувеном затвору Чанги.

### САД
У 38 од 50 америчких савезних држава постоји институција смртне казне. Ова казна изриче се најчешће за убиства, отмице и слична тешка казнена дела која резултирају смрћу једне или више особа. О смртној казни се у Сједињеним Државама води жестока расправа. Врховни суд Сједињених Држава забранио је 1972. године досуђивање смртне казне. Одлуку се темељила на два амандмана америчког устава. Врховни суд је том приликом окарактерисао смртну казну као окрутну и неуобичајено строгу због начина на који су је савезне државе извршавале. Међутим, та је одлука Врховног суда оставила ипак отвореном могућност да смртна казна буде задржана у будућности. На пример, ако би се изрицала за само ограничени број казнених дела, и под ограниченим условима. Врховни суд је о овом питању поновно расправљао 1976. године. Том приликом је одобрио право савезним државама да донесу нове законе којима се поновно допушта изрицање смртне казне. Многе од њих су то и учиниле, задовољавајући притом захтеве које је поставио Врховни суд. Од тада је у Сједињеним Државама смртна казна извршена над више од 800 осуђеника. Од тога је у Тексасу извршено готово 300 смакнућа. Једна од новијих студија показује да смртну казну подржава око 70 посто Американаца.
Од 1973. г. (до 2021) у САД је више од 8.700 људи било осуђено на смрт, а од тога је чак 182 било доказано невино, а број стварно невиних је вероватно и већи.

### Кина
У овој земљи се смртна казна досуђује за 68 различитих казнених дела. Статистички подаци о броју погубљених се углавном чувају као тајни али Амнести интернашонал наводи да се годишње погуби и до неколико хиљада људи. Запањује податак да се егзекуција тамо проводи јавно, понекад чак и на стадионима, те да су чести случајеви јавног преноса путем телевизије. Постоји разлика у методама егзекуције код богатих и сиромашних слојева. Богатији осуђеници се усмрћују инјекцијом, а сиромашни стрељањем. Према различитим извештајима од стране организација које се боре за људска права се органи усмрћених користе за трансплантацију те се препродају на црном тржишту, иако је трговина органима законом забрањена.

### Опозиција
- 2015